# Приказ: огонь не открывать
«Приказ: огонь не открывать» — советский художественный фильм Юрия Иванчука и Валерия Исакова 1981 года. Первая часть дилогии, продолженной фильмом «Приказ: перейти границу». В конце фильма прозвучала ставшая популярной в исполнении Валентины Толкуновой (в фильме спетая Жанной Рождественской) песня Марка Минкова на стихи Игоря Шаферана «Если б не было войны».

## Сюжет
Время действия — август 1941 года. На Западе ведутся ожесточённые бои, а вновь сформированный батальон под командованием капитана Тихонова (Владлен Бирюков) поездом направляется к месту назначения — на маньчжурскую границу. Поначалу бойцы батальона не считают свою задачу сложной и мечтают отправиться на Запад — туда, где идут настоящие бои. Однако вскоре выясняется, что и на границе с Японией не так уж тихо.
События фильма заканчиваются в мае 1945 года, когда Германия капитулировала, но Япония продолжала вести войну.

## В ролях
| Актёр             | Роль                                |
| ----------------- | ----------------------------------- |
| Владлен Бирюков   | Павел Тихонов комбат, капитан       |
| Наталья Егорова   | Екатерина Ивановна Беляева военврач |
| Николай Иванов    | Филипп Андреевич Егоров             |
| Александр Потапов | Терентий Шлёнкин сержант            |
| Александр Силин   | Ефим Иванович Демидков красноармеец |
| Евгений Герасимов | Соловей сержант                     |
| Виктор Незнанов   | Ведерников старший лейтенант        |
| Эрнст Романов     | Буткин политрук                     |
| Николай Гринько   | Разин                               |
| Сергей Сазонтьев  | Тарасенко                           |
| Раджаб Адашев     | Кукенбаев                           |
| С. Головачёв      | Симочкин красноармеец               |
| Вадим Захарченко  | Алексеев                            |
| Игорь Пушкарёв    | Серёжкин                            |
| Алексей Сафонов   | Сергачёв старший лейтенант          |

## Съёмочная группа
- Авторы сценария: Георгий Марков, Эдуард Шим
- Режиссёры: Юрий Иванчук, Валерий Исаков
- Оператор: Валерий Гинзбург
- Художник-постановщик: Евгений Галей
- Композитор: Марк Минков

## Для дополнительного чтения
- Андреев Ф. Школа мужества // Правда. — 1983. — № 269 (23795) (26 сентября). — С. 3.
- Вишневская И. В стороне от войны : «Приказ: огонь не открывать» // Искусство кино. — 1981. — № 11. — С. 44—50.
- Приказ: огонь не открывать : Киностудия им. М. Горького, цветной, широкоэкранный // Спутник кинозрителя. — 1982. — № 2 (февраль). — С. 12—13.
- Софин А. С войной покончили мы счёты // Амурская правда. — 1982. — 12 мая.